# ATP Finals 2020
Le ATP Finals 2020 (ufficialmente Nitto ATP Finals 2020 per motivi di sponsorizzazione) sono state un torneo di tennis disputato a Londra, nel Regno Unito, dal 15 al 22 novembre 2020 sul campo di cemento indoor dell'O2 Arena. È stato l'evento conclusivo dell'ATP Tour 2020, a cui hanno partecipato i primi otto giocatori della classifica ATP di singolare e le prime otto coppie della classifica di doppio. È stata la 51ª edizione per quanto riguarda il torneo di singolare e la 46ª per quanto riguarda quello di doppio.

## Qualificazioni

### Regolamento
Gli otto giocatori che hanno accumulato il maggior numero di punti validi nei tornei del Grande Slam, dell'ATP Tour 2020 e nella ATP Cup 2020 ottengono la qualificazione per il torneo. I punti validi comprendono tutti quelli ottenuti nel 2020, più quelli derivati dalla finale di Coppa Davis 2019 e da tutti i tornei Challenger disputati dopo le ATP Finals 2019.
Per qualificarsi un giocatore che ha terminato la stagione 2019 fra i primi trenta deve partecipare ai quattro tornei Slam e a otto tornei ATP World Tour Masters 1000 nel corso del 2020. Inoltre vengono conteggiati per la classifica i suoi quattro migliori risultati nei tornei ATP World Tour 500 series e i migliori due nei tornei ATP World Tour 250 series. Ai giocatori che non parteciperanno a uno di questi eventi vengono conteggiati zero punti per il torneo. Il Monte Carlo Masters è diventato facoltativo dal 2009 e se un giocatore decide di parteciparvi il risultato sarà conteggiato come uno dei quattro tornei 500. La Coppa Davis viene anch'essa conteggiata come un torneo 500, se il giocatore non avrà disputato un numero sufficiente di tornei di questa fascia, e se non avrà ottenuto risultati migliori nei 250 o nei Challenger. Se il giocatore (per esempio per infortunio) non può partecipare ai tornei prestabiliti nei diciotto tornei validi per la classifica vengono conteggiati i risultati migliori nei tornei 250 o Challenger. Un giocatore che è impossibilitato a partecipare ai tornei a causa di un infortunio non riceve alcuna penalità.
Visto il lungo stop dovuto alla pandemia di COVID-19 del 2019-2020 nel mondo l'ATP ha deciso di considerare il miglior risultato di ogni tennista in un torneo negli ultimi 24 mesi.

### Singolare
| Gruppo Tokyo 1970  |
| Gruppo Londra 2020 |

| # | Giocatore          | Punti  | Tornei | Data di qualificazione |
| - | ------------------ | ------ | ------ | ---------------------- |
| 1 | Novak Đoković      | 11.630 | 8      | 14 agosto              |
| 2 | Rafael Nadal       | 9.450  | 6      | 14 agosto              |
| 3 | Dominic Thiem      | 8.325  | 7      | 14 agosto              |
| 4 | Daniil Medvedev    | 6.970  | 11     | 14 settembre           |
| X | Roger Federer      | 6,230  | 1      | 14 agosto              |
| 5 | Alexander Zverev   | 5.125  | 9      | 12 ottobre             |
| 6 | Stefanos Tsitsipas | 4.625  | 12     | 12 ottobre             |
| 7 | Andrej Rublëv      | 2.945  | 13     | 1 novembre             |
| 8 | Diego Schwartzman  | 3,455  | 11     | 6 novembre             |

Il 14 agosto Novak Đoković si qualifica.

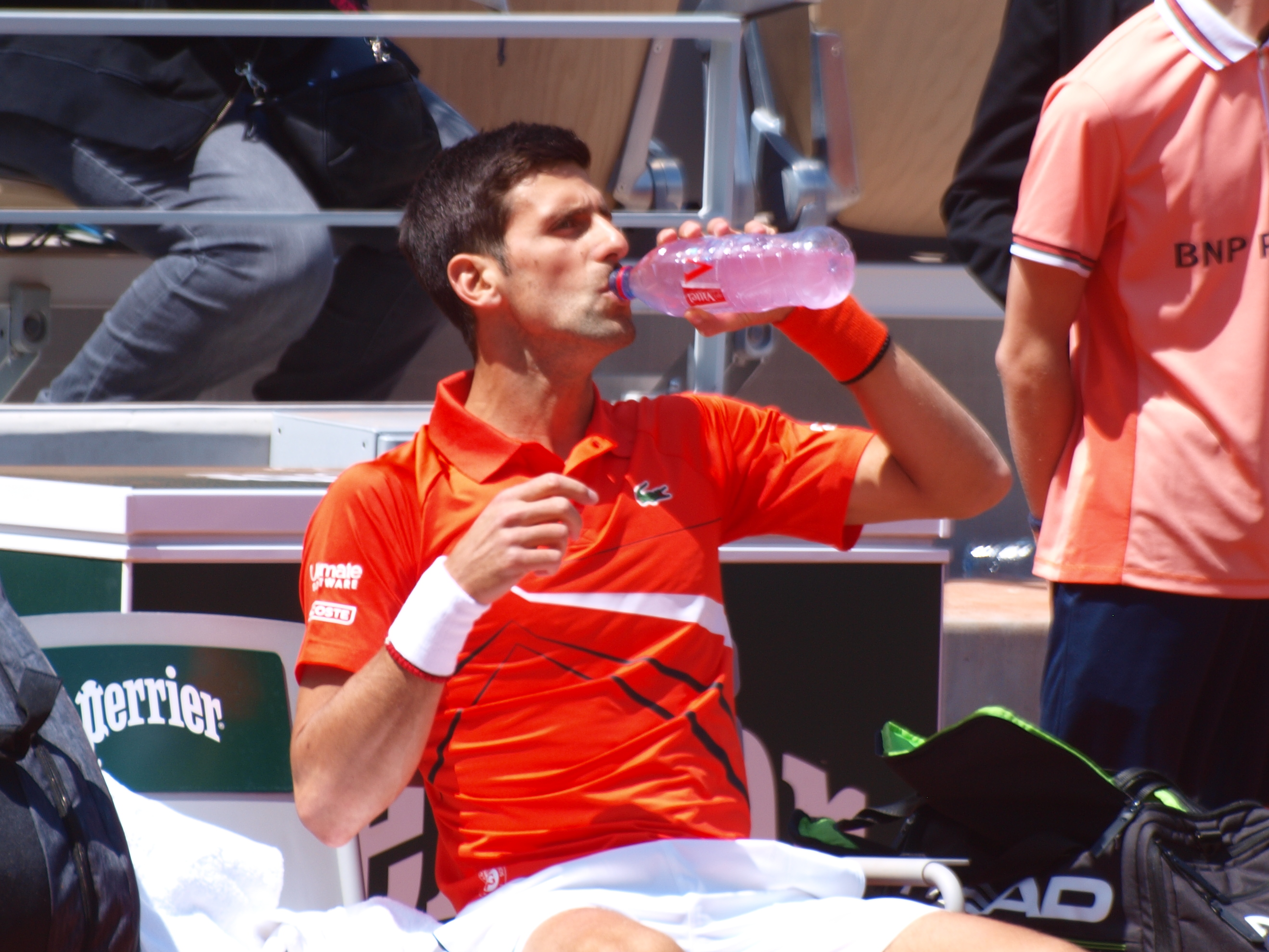
Djokovic vince il suo ottavo Australian Open e chiude la stagione al numero 1.

La stagione 2020 si apre in Australia, con la prima edizione dell'ATP Cup, alla quale partecipa con la sua nazionale, disputando sia gli incontri di singolare, sia alcuni di doppio. Si distingue per la capacità di non perdere nemmeno un incontro di singolare, battendo i top-10 Gaël Monfils e Daniil Medvedev e il suo rivale e numero 1 del mondo Rafael Nadal. Inoltre sconfigge anche l'ex top 5 Kevin Anderson, i giovani Cristian Garín e Denis Shapovalov. In particolare in finale trascina la Serbia alla vittoria, prima pareggiando i conti con la Spagna vincendo in singolare su Nadal e infine ribaltando la serie trionfando anche nella prova di doppio, in coppia con Viktor Troicki. A Melbourne si aggiudica per l'ottava volta gli Australian Open e consolida il record assoluto di vittorie del primo Major stagionale. All'esordio supera Jan-Lennard Struff, in quattro set. Nei due turni successivi sconfigge, nell'ordine, Tatsuma Itō e Yoshihito Nishioka, entrambi in tre set, approdando agli ottavi di finale, dove si impone su Diego Schwartzman in tre partite. Nei quarti di finale batte Milos Raonic in tre frazioni e in semifinale ha la meglio sul numero 3 del mondo Roger Federer, in tre set, portando a 27 il numero di vittorie contro il campione svizzero. Nell'ultimo atto, trionfa sul numero 5 del mondo Dominic Thiem, rimontando uno svantaggio di due set a uno (6-4, 4-6, 2-6, 6-3, 6-4). Djokovic diventa così il primo tennista nell'era open a vincere almeno uno Slam in tre decenni diversi (2000-2010-2020) e, grazie al titolo in Australia, riconquista il primato nella classifica mondiale, scavalcando Rafael Nadal. Esce vittorioso anche dal torneo di Dubai. Nella manifestazione emiratina sconfigge in serie Jaziri, Kohlschreiber e Khachanov (tutti in due set) e, dopo avere annullato tre match point in semifinale al francese Gaël Monfils, approda all'atto decisivo. In finale batte anche il greco Stefanos Tsitsipas per 6-3, 6-4, affermandosi per la quinta volta in carriera nel torneo. Dopo la pausa forzata in seguito alla pandemia di COVID-19, gioca il Master 1000 di Cincinnati dove sconfigge senza perdere alcun set Berankis, Sandgren e Struff. Accede così alla semifinale dove sconfigge, in una partita tiratissima, lo spagnolo Bautista Agut in tre set. In finale sconfigge il canadese Milos Raonic con il punteggio di 1-6, 6-3, 6-4. Grazie a questo successo diviene il primo tennista di sempre per numero di successi nei Master (35, assieme a Rafael Nadal) e l'unico a completare il Golden Master due volte. Partecipa quindi agli US Open come testa di serie numero uno battendo, in ordine, Damir Džumhur, Kyle Edmund e Jan-Lennard Struff. Negli ottavi di finale si scontra con Pablo Carreño Busta: a causa di un punto perduto, il serbo scaglia una pallina come gesto di stizza, andando a colpire una giudice di linea. Il fatto gli costa quindi la squalifica dal torneo. Successivamente vola a Roma, dove si aggiudica il quinto titolo superando nell'atto decisivo Diego Schwartzman, il quale aveva estromesso a sorpresa Rafael Nadal nei quarti di finale, con il punteggio di 7-5 6-3. In seguito a questo trionfo, diventa ufficialmente il tennista con più Masters vinti in carriera (36). Nella corsa al titolo sconfigge rispettivamente: Salvatore Caruso, Filip Krajinović, Dominik Koepfer (unico capace di strappargli un set) e Casper Ruud. Nell'ultimo Slam della stagione 2020 cerca nuovamente l'assalto al 18º Major in carriera. Al Roland Garros, disputato all'inizio di ottobre per il diffondersi della pandemia, si libera in successione di Ymer, Berankis, Galàn, Chacanov, Carreno Busta e di Tsitsipas dopo una lunga maratona risolta al quinto set dopo avere subito il ritorno del greco che aveva perso i primi due giochi. Cede poi nettamente in finale al cospetto di uno strepitoso Rafael Nadal con il punteggio di 0-6 2-6 5-7. Decide di saltare l'ultimo Master 1000 della stagione, a Bercy, per partecipare al Master 500 di Vienna, dove l'ultima partecipazione risale al 2007. Si ferma ai quarti, dopo avere battuto Krajinović (7–6(6) 6-3) e Coric (7–6(11) 6-3), viene estromesso dal futuro finalista del torneo Sonego (2-6 1-6) che rende la sconfitta del serbo la peggiore per un numero 1. Ma grazie al risultato ottenuto nel torneo e la successiva sconfitta di Nadal a Parigi, conclude la stagione come n.1 del mondo per la sesta volta in carriera (le altre volte furono nel 2011, 2012, 2014, 2015 e 2018). Pareggia così il record di Sampras, che dal 1993 al 1998 chiuse la stagione come numero 1 (unico nella storia a chiudere la stagione da numero 1 per sei anni consecutivi), e scavalca Nadal, Federer e Connors, che hanno chiuso la stagione da numeri 1 per cinque volte.
Il 14 agosto anche Rafael Nadal si qualifica, per la sedicesima volta consecutiva.

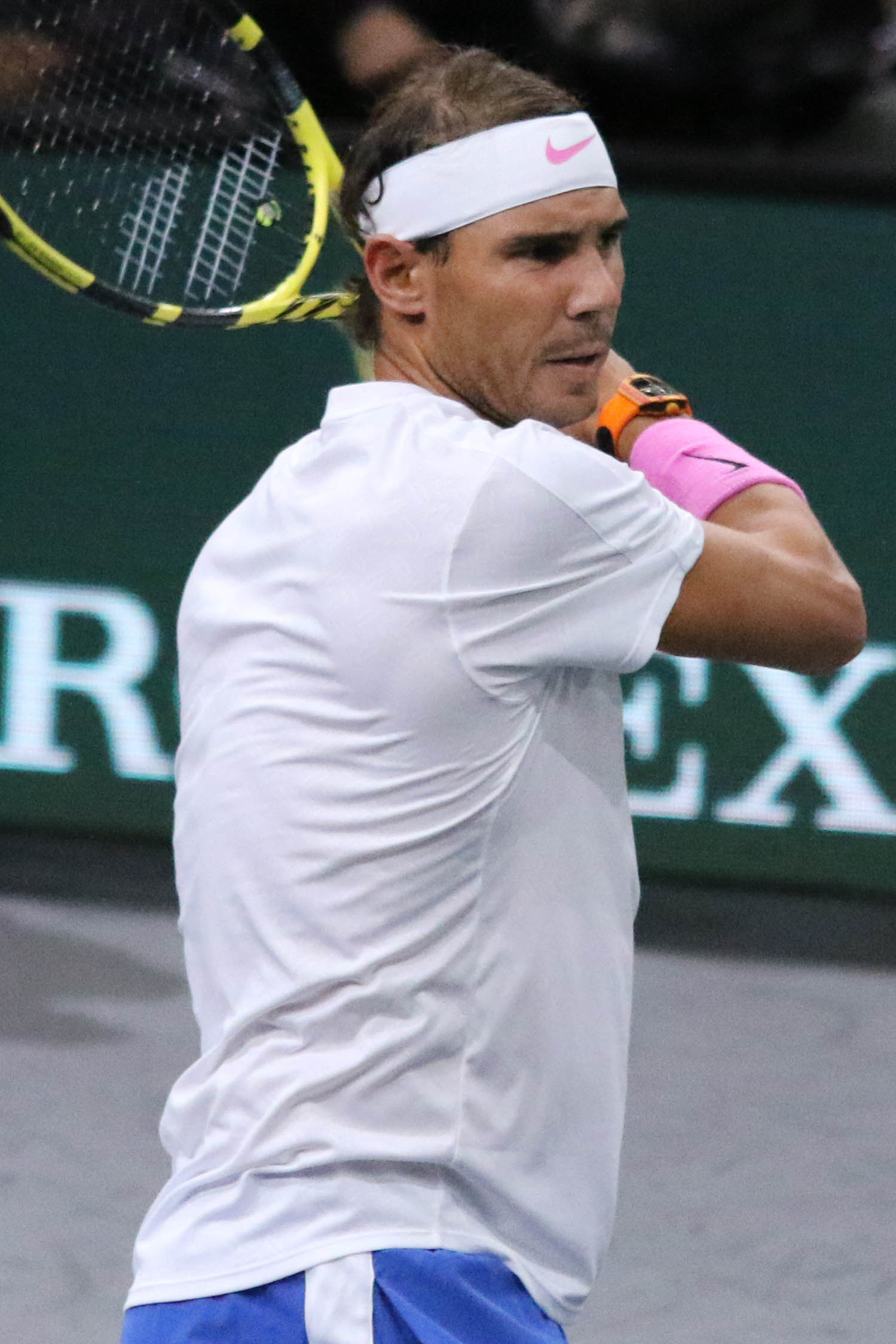
Nadal vince il suo 20º Slam e si qualifica per la sedicesima volta consecutiva.

Inizia la stagione disputando la prima edizione della ATP Cup in rappresentanza della squadra spagnola. Nella prima sfida, vinta dalla Spagna per 3-0 contro la Georgia, in un girone composto anche da Uruguay e Giappone, Nadal si impone in due set su Nikoloz Basilašvili. Concede poi tre giochi all'uruguaiano Pablo Cuevas nel successo della Spagna sull'Uruguay per 3-0, lo stesso punteggio con il quale la squadra iberica sconfigge il Giappone grazie anche ai successi in singolare di Nadal su Yoshihito Nishioka, e in doppio, insieme a Pablo Carreño Busta, sulla coppia Ben McLachlan/Gō Soeda. Nei quarti di finale contro il Belgio Nadal viene sconfitto in due set da David Goffin ma il successo ottenuto in doppio contro Sander Gillé e Joran Vliegen, sempre in coppia con Carreño Busta, contribuisce alla vittoria 2-1 della Spagna. In semifinale Nadal contribuisce al 3-0 della Spagna sull'Australia grazie al successo su Alex De Minaur. Nell'ultimo atto subisce la 29ª sconfitta (nona consecutiva sul cemento) contro Novak Đoković, in gara per la Serbia che si aggiudica la manifestazione con il punteggio di 2-1.
Agli Australian Open si ferma ai quarti di finale contro Dominic Thiem, subendo la sua sconfitta numero 200 in carriera, dopo avere eliminato, nell'ordine, Hugo Dellien, Federico Delbonis, Pablo Carreño Busta e Nick Kyrgios. Il 3 febbraio scende al secondo posto della classifica ATP cedendo il primato a Novak Đoković, vincitore a Melbourne. Torna in campo al torneo di Acapulco, che si aggiudica per la terza volta (la prima sul cemento), senza perdere un set, eliminando Pablo Andújar per 6-3, 6-2, Miomir Kecmanović con il punteggio di 6-2, 7-5, Kwon Soon-woo per 6-2, 6-1, Grigor Dimitrov per 6-3, 6-2 e in finale Taylor Fritz, sempre per 6-3, 6-2. Dopo il lungo stop dovuto alla pandemia di COVID-19, annuncia che non parteciperà agli US Open. Torna quindi in campo a Roma supera lasciando solo 6 game in due partite, Pablo Carreño Busta e Dušan Lajović ma viene poi sconfitto a sorpresa nei quarti da Diego Schwartzman con il punteggio di 6-2, 7-5. Per la prima volta in carriera partecipa quindi al Roland Garros senza avere vinto alcun titolo sulla terra. Al primo turno supera Jahor Herasimaŭ 6-4, 6-4, 6-2 e al secondo ha la meglio su Mackenzie McDonald 6-1, 6-0, 6-3. Nei sedicesimi elimina Stefano Travaglia per 6-1, 6-4, 6-0 e negli ottavi Sebastian Korda con lo score di 6-1, 6-1, 6-2. Nei quarti di finale batte Jannik Sinner 7–6(4), 6-4, 6-1. In semifinale vendica la sconfitta subita a Roma da Diego Schwartzman eliminandolo con il punteggio di 6-3, 6-3, 7-6(0). Nella sua tredicesima finale a Parigi, l'11 ottobre, batte con il punteggio di 6-0, 6-2, 7-5 il numero 1 del mondo Novak Đoković, conquistando il suo 13° Roland Garros (60º torneo vinto sulla terra rossa), per la quarta volta senza perdere nessun set (record assoluto). Grazie a questo successo eguaglia il record di venti tornei del Grande Slam vinti in carriera, precedentemente detenuto in solitaria da Federer, e diventa il quinto tennista della storia (dopo Margaret Smith Court, Steffi Graf, Serena Williams e Roger Federer) a vincere almeno venti titoli Slam in singolare e il terzo tennista della storia (dopo Ken Rosewall e Djokovic) a vincere uno Slam in tre decenni diversi (2000-2010-2020). Sconfiggendo Feliciano López all'esordio nel torneo di Parigi Bercy, ottiene la millesima vittoria nel circuito ATP (quarto di sempre a riuscirci dopo Jimmy Connors, Ivan Lendl e Roger Federer). Negli ottavi di finale sconfigge in due set Jordan Thompson, mentre nei quarti la spunta in rimonta su Pablo Carreño Busta. Viene quindi eliminato in semifinale da Alexander Zverev con il punteggio di 6-4, 7-5.
Il 14 agosto Dominic Thiem si qualifica per il quinto anno consecutivo.

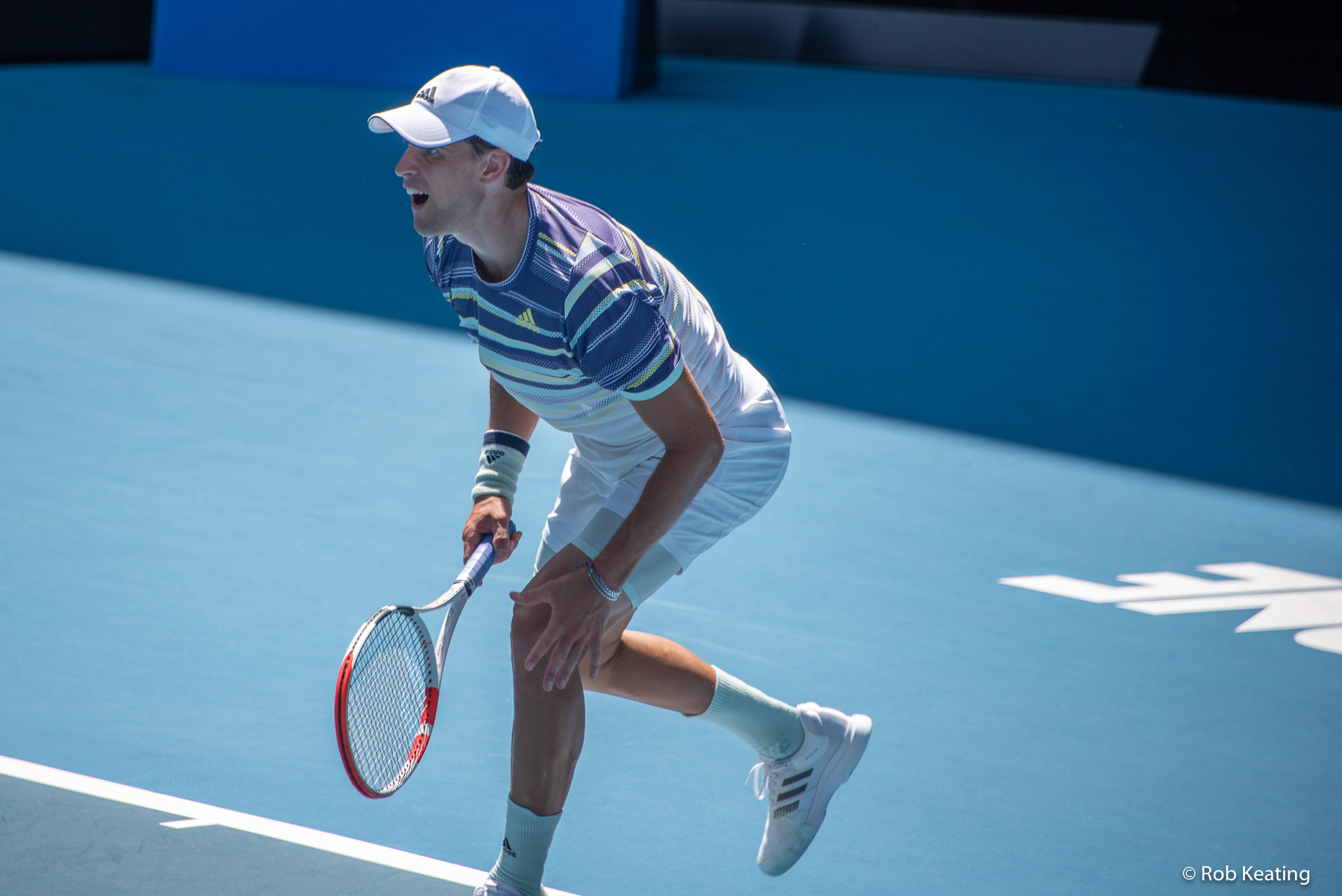
Thiem vince il suo primo torneo dello Slam.

Inizia il 2020 rappresentando l'Austria all'ATP Cup. Nel primo incontro perde in tre set contro Borna Ćorić, mentre nel secondo batte Diego Schwartzman in due set e perde il terzo incontro contro Hubert Hurkacz in tre partite. L'Austria non si qualifica per i quarti di finale e Thiem scivola al quinto posto della classifica mondiale. All'Australian Open, dove è testa di serie numero 5, elimina al primo turno Adrian Mannarino in tre set. Al secondo la spunta sul padrone di casa Alex Bolt in cinque set dopo avere rimontato uno svantaggio di due partite a una. Nei sedicesimi elimina Taylor Fritz in quattro set, lo stesso punteggio con cui estromette Gaël Monfils negli ottavi di finale. Nei quarti, dopo oltre quattro ore di gioco, sconfigge in quattro set Rafael Nadal, ottenendo la sua quarta vittoria in carriera contro un numero uno del mondo. In semifinale prevale in quattro parziali su Alexander Zverev raggiungendo la sua terza finale in un torneo del Grande Slam, la prima sul cemento, e diventa il primo tennista austriaco della storia a disputare la finale del Major australiano. Nell'ultimo atto, si arrende in cinque set al campione in carica e numero due del mondo, Novak Đoković, nonostante un vantaggio di due set a uno. Il successivo 2 marzo raggiunge il suo best ranking ATP alla posizione numero tre. Durante il lockdown, dovuto alla pandemia di Covid-19 e durato dal 9 marzo al 3 agosto, prende parte ad alcune esibizioni in Serbia, Germania e Austria. Gioca la sua prima partita ufficiale dopo la quarantena al Western & Southern Open, da seconda testa di serie, perdendo nettamente al secondo turno per 6-2 6-1 contro il serbo Filip Krajinović e racimolando appena due punti sul servizio dell'avversario. Allo US Open, sempre accreditato della seconda testa di serie, batte in successione: Jaume Munar, il quale è costretto a ritirarsi con l'austriaco avanti di due set a zero; Sumit Nagal, per 6-3 6-3 6-2; Marin Čilić, campione dell'edizione 2014, per 6-2 6-2 3-6 6-3; Félix Auger-Aliassime per 7–6(4) 6-1 6-1 e Alex de Minaur per 6-1 6-2 6-4. In semifinale sconfigge il finalista dell'edizione 2019 Daniil Medvedev, numero cinque del mondo, in tre set (6-2 7–6(7) 7–6(5)), rimediando un infortunio al tendine d'Achille del piede destro nel corso del secondo parziale. La sua seconda finale Slam consecutiva, dopo quella di Melbourne, lo vede trionfare su Alexander Zverev al tie-break del quinto set, dopo essere stato in svantaggio di due set e un break, con il punteggio di 2-6 4-6 6-4 6-3 7–6(6) in 242 minuti di battaglia, conquistando il primo Major in carriera. Era dallo US Open del 1949 che non si verificava una rimonta di due set a zero in una finale dello Slam newyorkese e dal Roland Garros del 2004 che questo non accadeva in una finale Slam. Torna in campo al Roland Garros, dove supera i primi tre turni senza perdere set contro Marin Čilić, Jack Sock e Casper Ruud. Agli ottavi si fa rimontare un vantaggio di due set da Hugo Gaston, ma ha la meglio nel quinto. Viene poi sconfitto nei quarti di finale da Diego Schwartzman in cinque set. Dopo una pausa di due settimane raggiunge i quarti di finale a Vienna, dove viene eliminato da Andrej Rublëv.
Il 14 settembre Daniil Medvedev si qualifica per il secondo anno di fila.

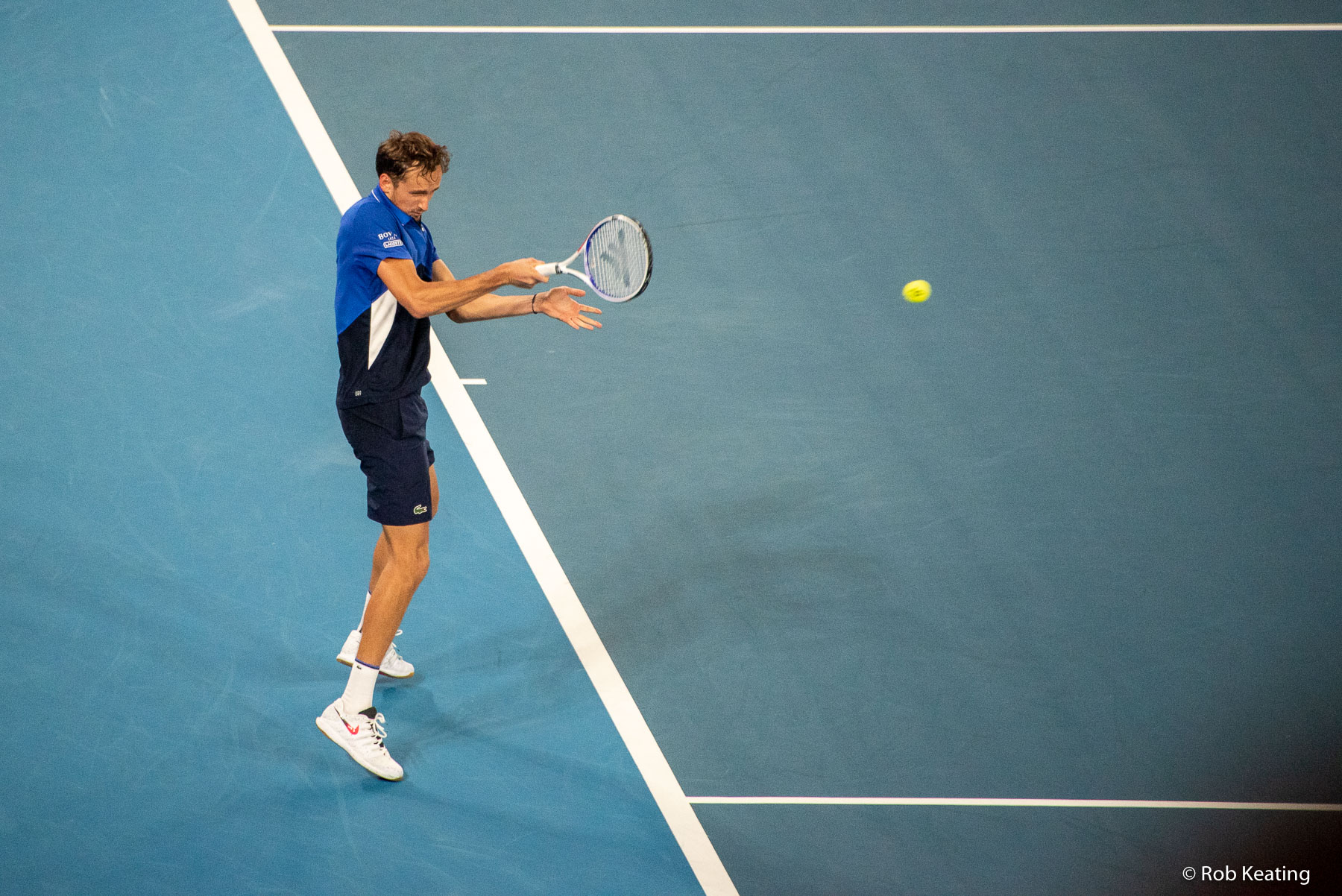
Medvedev vince il suo terzo Master 1000 della carriera.

Comincia la stagione giocando l'ATP Cup 2020, vincendo quattro partite (rispettivamente contro Fabio Fognini, John Isner, Casper Ruud e Diego Schwartzman) perdendo in semifinale contro Novak Đoković. Per quanto riguarda il doppio estromette gli italiani Simone Bolelli e Paolo Lorenzi insieme a Karen Chačanov; vengono fermati a loro volta dagli statunitensi Austin Krajicek e Rajeev Ram. Grazie ai risultati ottenuti in questo torneo si garantisce la quarta testa di serie agli Australian Open 2020. Qui batte in successione Frances Tiafoe, Pedro Martínez e Alexei Popyrin, perdendo un solo set contro Tiafoe. Al quarto turno cede al quinto set contro Stan Wawrinka, replicando il risultato dell'anno precedente. Esce al primo turno a Rotterdam sconfitto da Vasek Pospisil e ai quarti all'Open 13, perdendo contro Gilles Simon, dopo avere rimontato Jannik Sinner per 1-6 6-1 6-2. Dopo il lockdown torna a giocare una partita ufficiale al Western & Southern Open. Accreditato della terza testa di serie, e quindi potendo godere di un bye al primo turno, sconfigge Marcos Giron in due set al secondo turno, e Aljaž Bedene agli ottavi con un periodico 6-3; esce di scena ai quarti, in tre set, per mano di Roberto Bautista Agut, che vince in rimonta. Agli US Open, sempre accreditato della terza testa di serie, raggiunge la semifinale senza perdere un set, battendo in successione Federico Delbonis, Christopher O'Connell, Jeffrey John Wolf, Frances Tiafoe e il connazionale Andrej Rublëv ai quarti. Esce sconfitto in semifinale, perdendo contro il futuro campione Dominic Thiem, non potendo ripetere la finale dell'edizione precedente. Tuttavia ciò non causa la perdita di punti per il nuovo metodo di conteggio. Torna in Europa per il torneo di Amburgo, dove è il maggiore favorito alla vittoria finale, ma viene sorpreso all'esordio da Ugo Humbert. Successivamente, al Roland Garros, cede al quarto set nel primo turno a Márton Fucsovics. Si aggiudica la prima vittoria nel vecchio continente a San Pietroburgo su Richard Gasquet, contro il quale ha la meglio per 3-6 6-3 6-0; verrà poi rimontato da Reilly Opelka. Raggiunge i quarti di finale a Vienna, in seguito alle vittorie su Jason Jung e Vasek Pospisil, mentre viene sconfitto da Kevin Anderson. Si riscatta a Parigi dove usufruisce del ritiro di Anderson sul 6-6 del primo parziale, rimonta Alex de Minaur per 5-7 6-2 6-2, si sbarazza del top 10 Diego Schwartzman, mettendo in dubbio la qualificazione al Masters di fine anno dell'argentino e conquista la sua prima finale stagionale superando Milos Raonic in due set. Inoltre ritorna alla quarta posizione del ranking scalzando Roger Federer, il quale esce dalla top 4 dopo quasi due anni di permanenza. In finale batte in tre set Alexander Zverev con il risultato di 5-7 6-4 6-1.
Il 12 ottobre Alexander Zverev si qualifica per il quinto anno consecutivo.

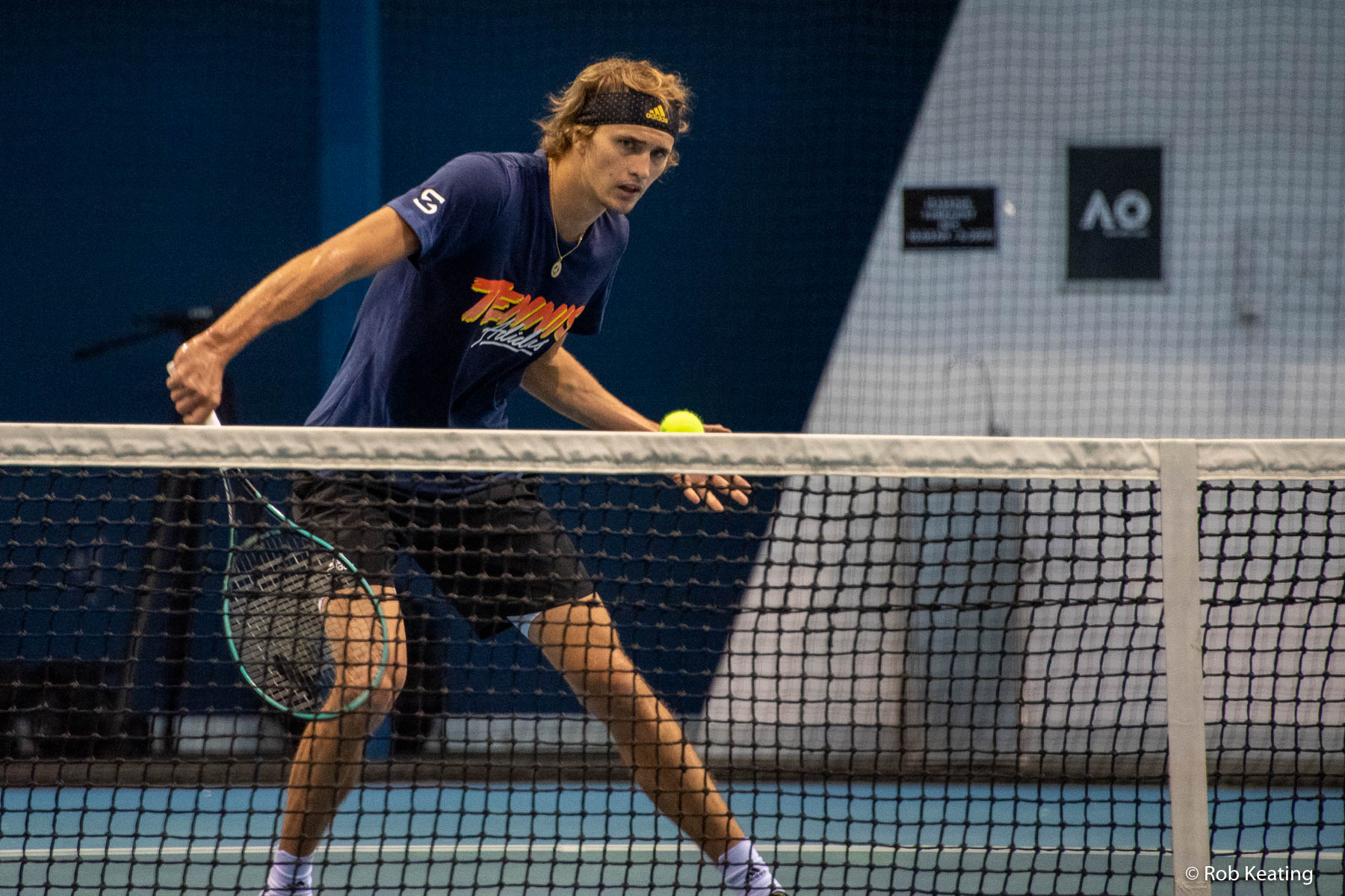
Zverev raggiunge la sua prima finale Slam e si qualifica per il quarto anno consecutivo.

Agli Australian Open si spinge fino alle semifinali, suo massimo traguardo in un torneo slam, dove però perde contro Dominic Thiem 3-6, 6-4, 7-6(3), 7-6(4). Precedentemente si era imposto in tre parziali su Marco Cecchinato, Jahor Herasimaŭ, Fernando Verdasco e Andrej Rublëv (testa di serie nº 17), mentre nei quarti di finale rimonta un set a Stan Wawrinka. Torna in campo ad Acapulco dove viene sconfitto al secondo turno da Tommy Paul in due set, dopo essersi sbarazzato di Jason Jung. In coppia con sua fratello Miša estromettono gli statunitensi Jackson Withrow e Nicholas Monroe, per poi cedere nei quarti di finale ai francesi Adrian Mannarino e Fabrice Martin. Dopo l'interruzione per la pandemia di COVID-19 si presenta a Cincinnati dove viene eliminato al secondo turno da Andy Murray per 6-3, 3-6, 7-5. Agli US Open invece il percorso è più lungo: elimina in sequenza Kevin Anderson, Brandon Nakashima, Adrian Mannarino, Alejandro Davidovich Fokina, Borna Ćorić e Pablo Carreño Busta, arrivato fino alla semifinale anche grazie alla squalifica di Novak Đoković agli ottavi. Contro lo spagnolo va sotto di due set ma poi rimonta e vince 3-6 2-6 6-3 6-4 6-3, raggiungendo la prima finale Slam della sua carriera. Qua avviene però l'opposto contro Dominic Thiem: il tedesco infatti si porta in vantaggio di due set e un break ma poi viene rimontato, andando a perdere 2-6 4-6 6-4 6-3 7-6(6) dopo avere avuto anche la possibilità di servire per il match. Partecipa quindi agli Open di Francia, dove estromette in tre set Dennis Novak al primo turno, supera Pierre-Hugues Herbert in cinque set al secondo e Marco Cecchinato in tre set al terzo turno. Raggiunge quindi il quarto turno dove viene sorpreso in quattro set da Jannik Sinner. Torna in campo a Colonia e dopo il bye al primo turno batte Fernando Verdasco in due set; nei quarti ha la meglio sul qualificato Lloyd Harris in tre set mentre in semifinale batte Alejandro Davidovich Fokina in due combattutissimi set. Raggiunge così la ventesima finale in carriera e il 18 ottobre riesce a sconfiggere Félix Auger-Aliassime con un doppio 6-3, vincendo così il dodicesimo titolo, nonché il primo della stagione. La settimana seguente vince anche l'altro torneo di Colonia, superando in finale Diego Schwartzman con il punteggio di 6-2, 6-1. Nel corso del torneo si era imposto su John Millman, Adrian Mannarino e si vendica di Jannik Sinner. Il 4 novembre, dopo avere usufruito di un bye al primo turno a Parigi, regola con un periodico 6-2 Miomir Kecmanović e si impone nuovamente con fatica su Adrian Mannarino con lo score 7–6(11) 6(7)–7 6-4. Raggiunge, così, i quarti di finale dove sfida Stan Wawrinka, giustiziere del numero otto del mondo Andrej Rublëv. Zverev ha la meglio sull'elvetico per 6-3 7-6(1) e incontra Rafael Nadal in semifinale, superandolo contro ogni prognostico con il punteggio di 6-4 7-5: è la seconda vittoria in carriera sullo spagnolo. Nella lotta per il trofeo, trova un rinato Daniil Medvedev, lo stesso che l'ha sconfitto nell'ultima finale Masters 1000 disputata dal tedesco (Shanghai 2019). Dopo due set lottati Zverev cede terzo set e partita con punteggio finale di 7-5, 4-6, 1-6.
Il 12 ottobre anche Stefanos Tsitsipas, il campione in carica, si qualifica.

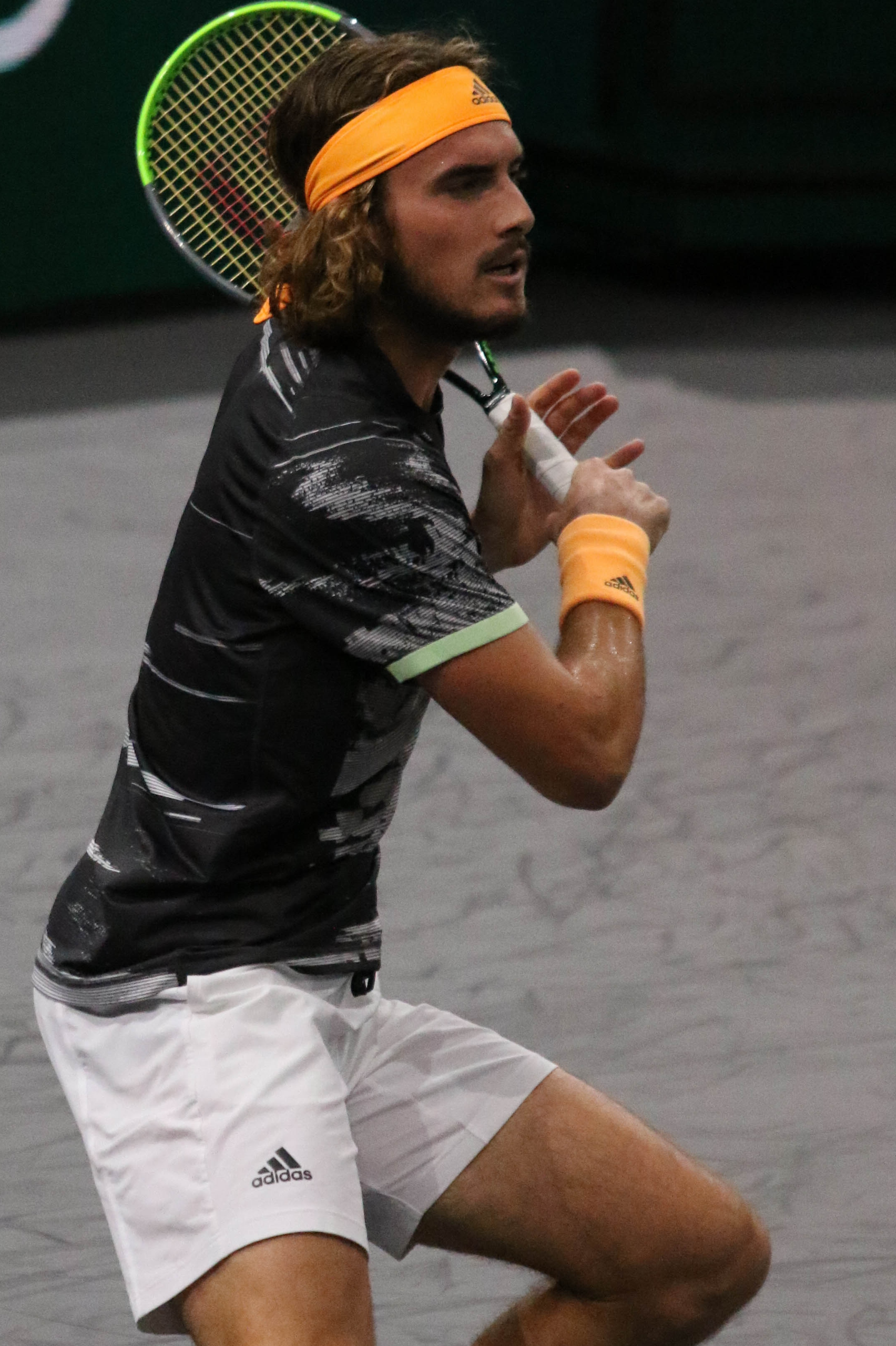
Tsitsipas vince il suo quinto titolo.

Inizia la stagione partecipando alla nuova ATP Cup, dove non riesce a superare il Round Robin, conquistando una sola vittoria nel singolare, contro Alexander Zverev, e due sconfitte contro Denis Shapovalov e Nick Kyrgios. Torna poi in campo agli Australian Open, dove supera al primo turno Salvatore Caruso in tre set, al secondo approfitta del ritiro di Philipp Kohlschreiber ma al terzo turno viene sconfitto da Milos Raonic con il punteggio di 5–7, 4–6, 6(2)–7. Nel mese di febbraio gioca il torneo di Rotterdam dove viene sconfitto al secondo turno da Aljaž Bedene in due set. Torna quindi in campo la settimana seguente Marsiglia, dove riesce a confermare il titolo superando in finale Félix Auger-Aliassime con il punteggio di 6–3, 6–4. La settimana successiva prende parte al Dubai Tennis Championships, raggiungendo la finale come nell'edizione dell'anno precedente. Nell'ultimo atto viene però sconfitto dal numero uno del mondo Novak Đoković con il punteggio di 6–3, 6–4. Dopo il lungo stop dovuto alla pandemia torna in campo a Cincinnati, dove si spinge fino in semifinale fermato da un ottimo Milos Raonic. Prende quindi parte agli US Open, superando i primi due turni senza perdere set, ma al terzo turno viene eliminato da Borna Ćorić al tie-break del quinto set. Torna in campo a Roma, ma viene sconfitto all'esordio da Jannik Sinner in tre set. La settimana seguente partecipa al torneo di Amburgo dove raggiunge la sua terza finale stagionale, ma viene sconfitto da Rublëv in tre set, dopo essere stato in vantaggio per 5-2 nel terzo parziale. Nel corso del torneo si è imposto su Daniel Evans, Pablo Cuevas, Dušan Lajović e Cristian Garín, concedendo un set a quest'ultimo. Si presenta a Parigi per disputare l'Open di Francia, venendo costretto all'esordio a rimontare due parziali contro Jaume Munar spuntandola al quinto set. Successivamente si sbarazza di Cuevas, Aljaž Bedene (il quale si ritira) e Grigor Dimitrov in tre comodi set. Grazie a queste vittorie raggiunge i primi quarti di finale Slam su terra rossa. In seguito si vendica su Andrej Rublëv con il punteggio di 7–5, 6–2, 6–3, incontrando Novak Đoković in semifinale. Il match è a senso unico per il serbo nei primi due parziali, infatti il numero uno del mondo conduce per 6–3, 6–2; tuttavia nel terzo set Tsitsipas brekka a sorpresa Đoković nel dodicesimo game, aggiudicandoselo per 7–5 e salvando un match point. Il quarto parziale è simile al precedente, infatti il greco pareggia i conti con un 6–4, rimandando il pass per la finale al quinto. Nonostante Stefanos si fosse rimesso in carreggiata Đoković si impone con lo score finale di 6–3, 6–2, 5–7, 4–6, 6–1. A fine torneo ritorna alla quinta posizione del ranking. In seguito prende parte all'ATP 500 di Vienna, dove rimonta Jan-Lennard Struff per 6(3)–7 6-3 6-4, per poi venire rimontato a sua volta da Grigor Dimitrov. Si presenta al torneo di Parigi-Bercy come seconda testa di serie, ma viene sorpreso all'esordio da Ugo Humbert con lo score 7–6(4) 6(6)–7 7–6(3).
Il 1º novembre Andrej Rublëv si qualifica per la prima volta in carriera.

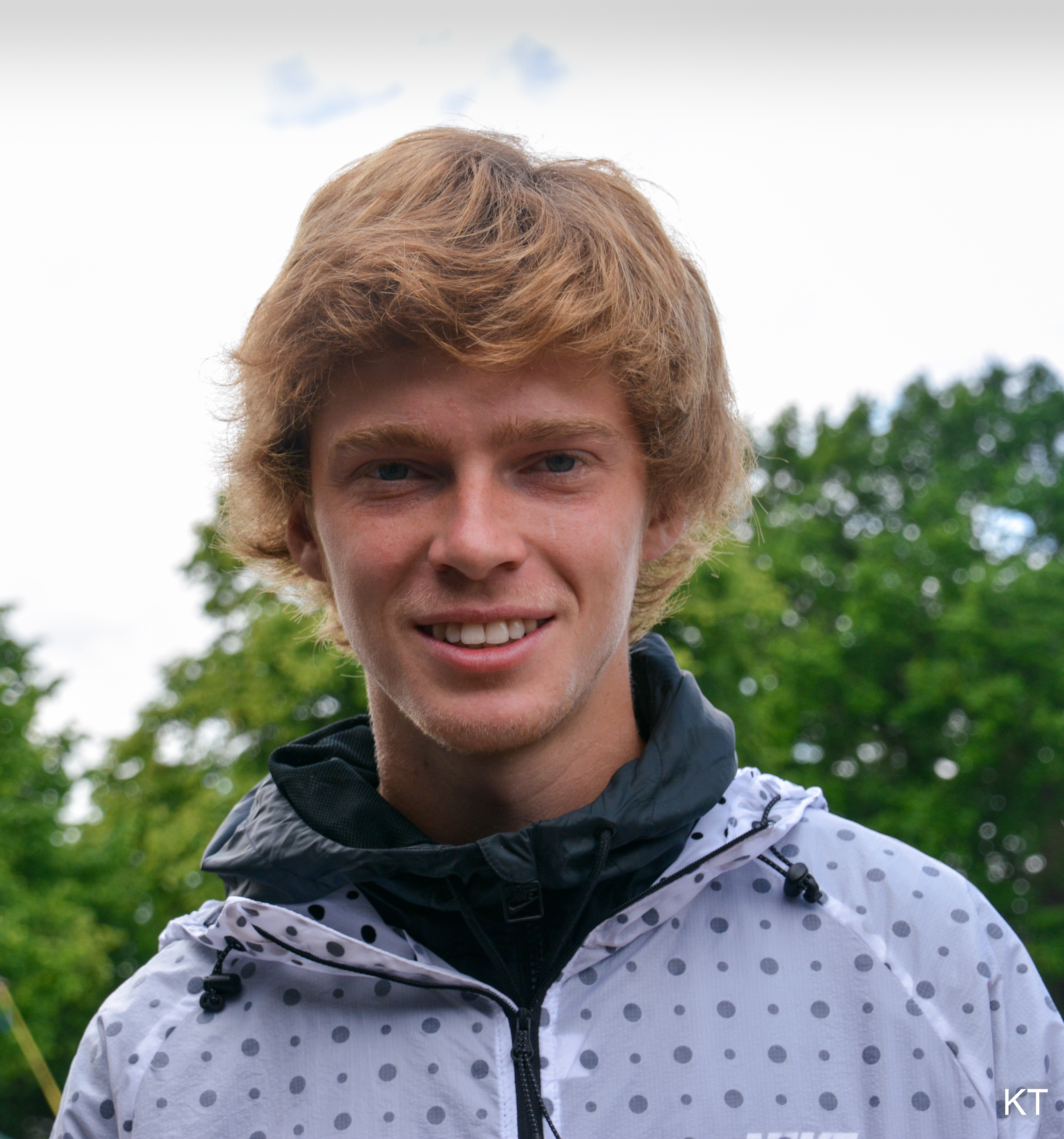
Rublëv vince cinque titoli ed entra in Top 10.

Inizia il 2020 a Doha, nel quale raggiunge la finale battendo nell'ordine Michail Kukuškin, Pierre-Hugues Herbert e Miomir Kecmanović. Nell'incontro finale batte il giovane Corentin Moutet con il risultato di 6-2, 7-6(3), conquistando il primo trofeo della stagione. Si ripete la settimana successiva ad Adelaide, torneo nel quale batte Sam Querrey in due set, Daniel Evans e Félix Auger-Aliassime in tre prima di assicurarsi il titolo sconfiggendo 6-3, 6-0 Lloyd Harris. Agli Australian Open porta la sua striscia di vittorie consecutive a undici superando Christopher O'Connell, Yūichi Sugita e David Goffin, per poi cedere negli ottavi ad Alexander Zverev con il punteggio di 4-6, 4-6, 4-6. Torna in campo a Rotterdam, dove viene sorpreso nei quarti di finale da Filip Krajinović in due set. Si prende la rivincita sul serbo a Dubai superandolo al secondo turno per poi cedere nei quarti a Evans. Dopo il lungo stop dovuto alla pandemia torna in campo a Cincinnati e viene sconfitto ancora una volta da Evans in tre set. Agli US Open supera nei primi turni Chardy, Barrère e Caruso. Negli ottavi sconfigge Matteo Berrettini, che sempre agli ottavi l'aveva battuto nell'edizione precedente, e nei quarti viene battuto in tre set da Daniil Medvedev. Perde poi da Hubert Hurkacz al secondo turno al Foro Italico. La settimana seguente raggiunge la terza finale stagionale all'Hamburg European Open battendo Tennys Sandgren, Tommy Paul, Roberto Bautista Agut e Casper Ruud. All'ultimo atto ha la meglio su Stefanos Tsitsipas con il punteggio di 6-4, 3-6, 7-5, recuperando da 3-5 nell'ultimo parziale, conquistando così il suo primo trofeo ATP 500 e approdando al nº12 del ranking. Successivamente continuano i successi sulla terra rossa a Parigi, dove per la prima volta raggiunge i quarti di finale, che gli consentono di entrare nella Top 10, precisamente al decimo posto della classifica, scavalcando Gaël Monfils e Denis Shapovalov. Nel corso dell'Open di Francia rimonta Sam Querrey, dopo essersi trovato sotto di due set; supera in quattro parziali Alejandro Davidovich Fokina, mentre non ha problemi contro Kevin Anderson eliminandolo in tre comodi set. Negli ottavi di finale trova Márton Fucsovics che apre il match aggiudicandosi il tie break; tuttavia il russo ribalta la partita spuntandola al tie break del quarto. In seguito incontra nuovamente Stefanos Tsitsipas, ma stavolta l'esito è negativo: viene sconfitto nettamente con il punteggio di 5-7 2-6 3-6. Torna in campo a San Pietroburgo, dove raggiunge la sua quarta finale stagionale, superando Vasek Pospisil, Ugo Humbert, Cameron Norrie e Denis Shapovalov. Nell'ultimo atto batte Borna Ćorić con il punteggio di 7–6(5), 6-4, conquistando così il secondo ATP 500 consecutivo. Successivamente si presenta al Vienna Open dove raggiunge la sua quinta finale stagionale. Nella corsa al titolo si impone su Norbert Gombos, usufruisce del ritiro dopo appena tre game di gioco di Jannik Sinner, si sbarazza di Dominic Thiem (terzo tennista al mondo) per 7–6(5) 6-2, mentre in semifinale Kevin Anderson si ritira sul punteggio di 6-4 4-1 in favore al russo. Rublev disputa, così, la terza finale ATP 500, aggiudicandosela battendo Lorenzo Sonego, lucky loser e giustiziere del numero uno Novak Đoković. Tre giorni dopo a Parigi sconfigge Radu Albot, lasciandogli appena tre game, per poi venire rimontato a sorpresa da Stan Wawrinka, dodicesima testa di serie.
Il 6 novembre Diego Schwartzman diventa l'ultimo qualificato.

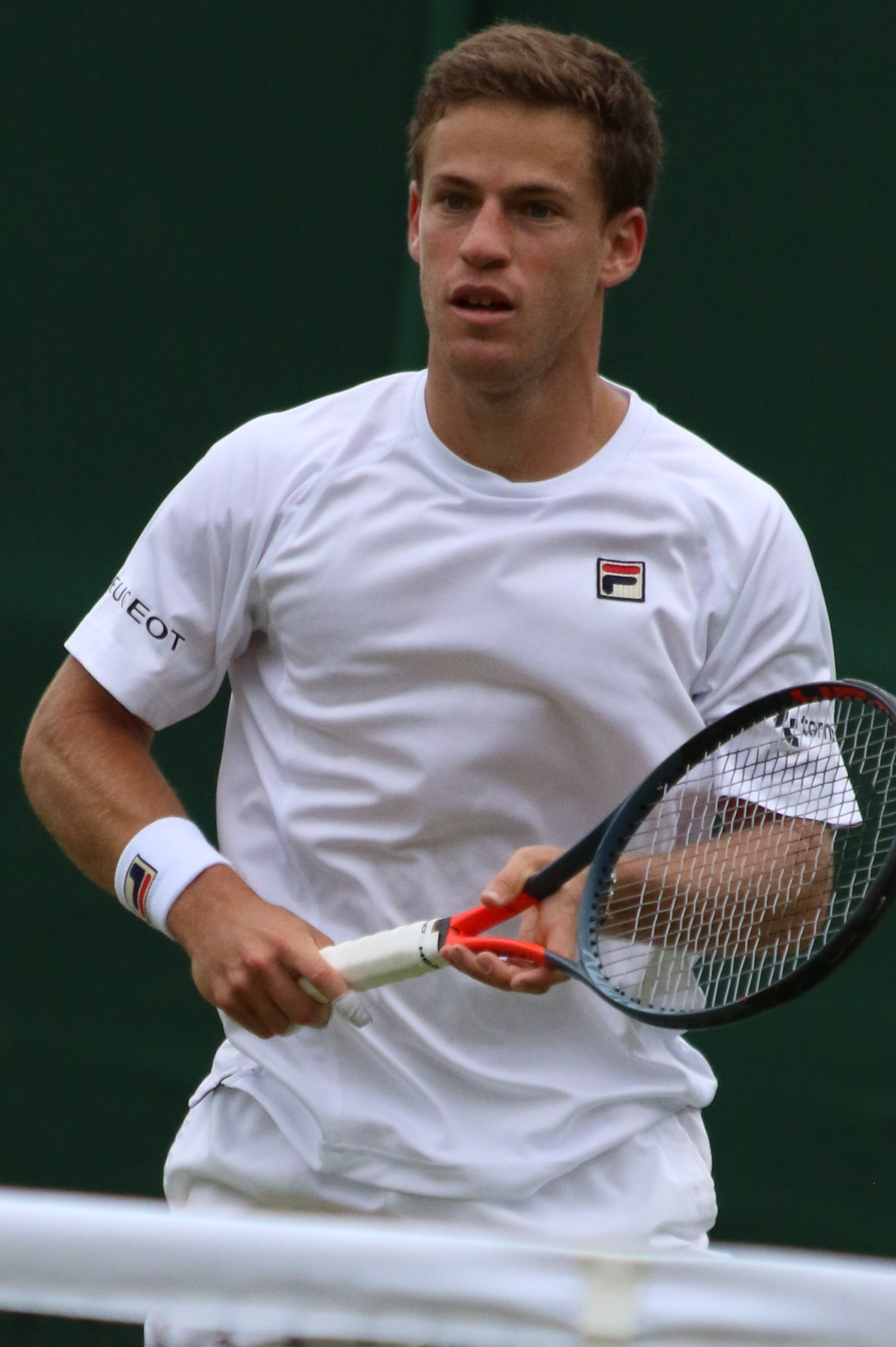
Schwartzman raggiunge la sua prima finale in un Master 1000 ed entra in Top 10.

Inizia la stagione all'ATP Cup, con un bilancio di una vittoria e tre sconfitte. Agli Australian Open eguaglia il suo miglior risultato, raggiungendo gli ottavi di finale senza perdere set, per poi cedere al numero due del mondo Novak Đoković in tre set. Torna in campo a Córdoba, dove da testa di serie numero uno raggiunge la sua ottava finale dove viene sconfitto da Cristian Garín con il punteggio di 6-2, 4-6, 0-6. La settimana successiva a Buenos Aires è ancora testa di serie numero uno ed è costretto a ritirarsi prima di scendere in campo per la semifinale, dopo avere superato nei quarti di finale Pablo Cuevas in quasi quattro ore con il punteggio di 5-7, 7–6(11), 7-5. Seguono poi gli US Open 2020, dove esce al primo turno per mano di Cameron Norrie, dopo un combattuto match conclusosi 6-3 6-4 2-6 1-6 5-7. Disputa poi gli Austrian Open, dove esce al secondo turno sconfitto da Laslo Đere. Disputa in seguito gli Internazionali d’Italia a Roma, dove estromette, in ordine, John Millman per 6-4 7-6(1), Hubert Hurkacz per 3-6 6-2 6-4 e, a sorpresa e per la prima volta in carriera, il numero due del mondo Rafael Nadal per 6-2 7-5. In semifinale affronta la rivelazione del 2020 Denis Shapovalov, vincendo per 6-4 5-7 7–6(4) e raggiungendo per la prima volta la finale a Roma, perdendola poi contro Novak Djokovic con il punteggio di 7-5 6-3 per il serbo. I successi continuano agli Open di Francia, dove raggiunge per la prima volta in carriera una semifinale Slam. Sul suolo parigino si fa strada estromettendo in tre parziali Miomir Kecmanović, Lorenzo Giustino, Norbert Gombos e Lorenzo Sonego, mentre si vendica su Dominic Thiem con lo score 7-6(1) 5-7 6(6)–7 7–6(5) 6-2 dopo cinque ore di partita. Accedendo alla semifinale, insieme alla collega connazionale Nadia Podoroska, l'Argentina per la prima volta dal 2004 sfoggia due tennisti tra i migliori quattro di uno Slam, quando a riuscirci furono Gastón Gaudio e Guillermo Coria, rispettivamente vincitore e finalista. Tuttavia Rafael Nadal, campione in carica e in corsa per il ventesimo Slam, gli nega l'accesso alla finale superandolo con il punteggio di 3-6 3-6 6(0)-7, vendicandosi a sua volta. A fine torneo, entra per la prima volta tra i migliori dieci tennisti al mondo, fermandosi all'ottavo posto. Torna in campo a Colonia e come testa di serie numero riceve un bye al primo turno; al secondo turno ha la meglio su Oscar Otte per 6-2, 6-3, nei quarti vince in tre set contro Alejandro Davidovich Fokina mentre in semifinale supera, sempre in tre set Félix Auger-Aliassime. All'ultimo atto viene sconfitto da Alexander Zverev con il punteggio di 6-2, 6-1. Per assicurarsi la partecipazione alle ATP Finals, prende parte al torneo Masters 1000 di Parigi-Bercy. Qui, dopo le vittorie in due parziali su Richard Gasquet e Alejandro Davidovich Fokina, viene sconfitto nei quarti di finale da Daniil Medvedev.

### Doppio
| Gruppo Bob Bryan  |
| Gruppo Mike Bryan |

| # | Giocatori                            | Punti | Tornei | Data di qualificazione |
| - | ------------------------------------ | ----- | ------ | ---------------------- |
| 1 | Mate Pavić Bruno Soares              | 3,385 | 11     | 14 settembre           |
| 2 | Rajeev Ram Joe Salisbury             | 3,350 | 9      | 14 agosto              |
| 3 | Kevin Krawietz Andreas Mies          | 2.910 | 13     | 19 ottobre             |
| 4 | Marcel Granollers Horacio Zeballos   | 2.440 | 9      | 19 ottobre             |
| 5 | Wesley Koolhof Nikola Mektić         | 2.325 | 12     | 5 novembre             |
| 6 | John Peers Michael Venus             | 2.240 | 13     | 5 novembre             |
| 7 | Jürgen Melzer Édouard Roger-Vasselin | 2.180 | 15     | 13 novembre            |
| 8 | Łukasz Kubot Marcelo Melo            | 2.140 | 13     | 6 novembre             |

Il 14 settembre Mate Pavić e Bruno Soares conquistano la qualificazione.
La coppia inizia l'anno a Doha dove non va oltre i quarti di finale. Perdono poi all'esordio a Auckland e al terzo turno agli Australian Open. Tornano poi in campo a Rio dove raggiungono i quarti di finale e a Dubai dove vengono eliminati al primo turno. Dopo lo stop dovuto alla pandemia scendono in campo al Western & Southern Open ma vengono eliminati al primo turno. Al successivo US Open la coppia riesce a conquistare il titolo, superando nell'atto finale Wesley Koolhof e Nikola Mektić con il punteggio di 7-5, 6-3. Tornano poi in campo a Roma dove raggiungono i quarti di finale, fermati da Marcel Granollers e Horacio Zeballos, prendono poi parte al Roland Garros e giungono alla loro seconda finale Slam consecutiva, ma vengono sconfitti da Kevin Krawietz e Andreas Mies in due set. Dopo qualche settimana di pausa partecipano all'Erste Bank Open perdendo nei quarti di finale. Giungono poi in finale a Parigi ma vengono sconfitto da Félix Auger-Aliassime e Hubert Hurkacz per 7-6(3), 6(7)-7, [2-10].
Il 14 agosto Rajeev Ram e Joe Salisbury sono la prima coppia a qualificarsi.
Iniziano la stagione raggiungendo la semifinale nel nuovo torneo di Adelaide. Ai successivi Australian Open, accreditati con la testa di serie numero undici, raggiungono la finale cedendo un solo set nel corso del torneo e trionfano superando Max Purcell e Luke Saville con il punteggio di 6-4, 6-2. Partecipano poi al torneo di Dubai che avevano conquistato nell'anno precedente ma vengono sconfitto nei quarti di finale. Dopo lo stop dovuto alla pandemia partecipano al torneo di Cincinnati, giocato eccezionalmente a New York, e raggiungono le semifinali, dove vengono sconfitti da Jamie Murray e Neal Skupski. Agli US Open vengono accreditati con la testa di serie numero tre e raggiungono le semifinali fermati da Wesley Koolhof e Nikola Mektić in due set. La stagione su terra parte con due sconfitte all'esordio nel torneo di Amburgo ancora da Koolhof e Mektić, e a Roma da Sonego e Vavassori. Va meglio al Roland Garros dove giungono fino ai quarti di finale, fermati da Mate Pavić e Bruno Soares. Si ritirano poi, prima di scendere in campo nei quarti di finale a Vienna.
Il 19 ottobre Kevin Krawietz e Andreas Mies si qualificano per il secondo anno consecutivo.
Iniziano la loro stagione partecipando all'edizione inaugurale della ATP Cup, con un bilancio di due sconfitte contro Canada e Australia e una vittoria contro la Grecia. Partecipano poi al torneo di Adelaide ma vengono sconfitti al primo turno da Wesley Koolhof e Nikola Mektić. Non va meglio ai successivi Australian Open, dove vengono eliminati a sorpresa all'esordio da Aleksandr Bublik e Michail Kukuškin. Continuano poi la striscia negativa anche a Rotterdam, dove vengono sconfitti al primo turno da Henri Kontinen e Jan-Lennard Struff. Tornano a vincere un incontro la settimana seguente a Marsiglia, dove raggiungono la semifinale, fermati da Nicolas Mahut e Vasek Pospisil. Partecipano poi al torneo di Dubai ma la loro avventura si ferma ai quarti di finale contro Jürgen Melzer e Édouard Roger-Vasselin. Dopo il lungo stop dovuto alla pandemia tornano in campo al Western & Southern Open, giungendo fino ai quarti di finale dove vengono sconfitti da Jamie Murray e Neal Skupski. Ai successivi US Open superano al primo turno i finalisti di Melbourne, Max Purcell e Luke Saville per poi arrendersi al secondo turno contro Rohan Bopanna e Denis Shapovalov. La stagione su terra si apre con una sconfitta al primo turno a Roma e una sconfitta ai quarti di finale ad Amburgo; giungono quindi al Roland Garros con una sola vittoria su terra all'attivo. Riescono a conquistare il titolo perdendo un solo set nel torneo e superando nei quarti Murray e Skupski, in semifinale Koolhof e Mektić e in finale Pavić e Soares. Tornano poi in campo nel secondo torneo di Colonia e raggiungono la loro seconda finale consecutiva, ma vengono sconfitti da Raven Klaasen e Ben McLachlan. La settimana seguente a Vienna giungono fino alle semifinali, battendo al primo turno Peers e Venus e nei quarti Pavić e Soares, ma vengono eliminati da Kubot e Melo.
Anche Marcel Granollers e Horacio Zeballos si qualificano il 19 ottobre.
Il loro primo torneo della stagione sono gli Australian Open, dove giungono al terzo turno fermati da Rajeev Ram e Joe Salisbury. Tornano poi in campo a Buenos Aires, dove da teste di serie numero uno giungono in finale senza perdere un set e nell'atto conclusivo superano Guillermo Durán e Juan Ignacio Londero con il punteggio di 6-4, 5-7, [18-16]. La striscia di vittorie continua la settimana seguente al Rio Open, dove raggiungono la seconda finale stagionale e conquistano il secondo titolo superando Salvatore Caruso e Federico Gaio con il punteggio di 6-4, 5-7, [10-7]. La striscia di otto vittorie consecutive viene interrotta ad Acapulco, dove la coppia viene sconfitta al primo turno da Adrian Mannarino e Fabrice Martin in tre set. Dopo il lungo stop dovuto alla pandemia tornano in campo al Western & Southern Open, dove giungono fino ai quarti di finale, sconfitti da Ram e Salisbury. Agli US Open, dove sono accreditati della quinta testa di serie, vengono eliminati al primo turno da Mate Pavić e Bruno Soares. Iniziano la stagione su terra a Kitzbühel, giungendo alla loro terza finale dell'anno, ma nell'atto decisivo vengono sconfitti da Austin Krajicek e Franko Škugor in due set. La settimana seguente a Roma, giungono nuovamente in finale, superando nei quarti Pavić e Soares e in semifinale Peers e Venus. Conquistano quindi il loro terzo titolo stagione superando Jérémy Chardy e Fabrice Martin con il punteggio di 6-4, 5-7, [10-8]. Al Roland Garros, sono tra i favoriti per il titolo, ma vengono eliminati al terzo turno da Jamie Murray e Neal Skupski. Non prendono poi parte a nessun altro torneo.
Il 5 novembre Wesley Koolhof e Nikola Mektić sono la quinta coppia qualificata.
Iniziano la loro stagione al nuovo torneo di Adelaide, dove superano al primo turno Kevin Krawietz e Andreas Mies, ma vengono poi sconfitti nei quarti da Rajeev Ram e Joe Salisbury. Agli Australian Open sono accreditati della testa di serie numero cinque ma vengono eliminati al secondo turno da James Duckworth e Marc Polmans. Tornano in campo a Rotterdam ma vengono eliminati al primo turno da Félix Auger-Aliassime e Hubert Hurkacz in due set. La settimana successiva, a Marsiglia, raggiungono la loro prima finale stagionale, ma vengono sconfitti da Nicolas Mahut e Vasek Pospisil con il punteggio di 6-3, 6-4. A Dubai la coppia viene sconfitta invece nei quarti di finale da Raven Klaasen e Oliver Marach. Dopo lo stop per la pandemia tornano quindi in campo a New York, dove vengono eliminati nei quarti di finale dai futuri campioni Pablo Carreño Busta e Alex de Minaur. Ai successivi US Open giungono invece alla loro seconda finale stagionale, superando in semifinale Ram e Salisbury, prima di arrendersi a Pavić e Soares. Iniziano la stagione su terra a Roma e dopo avere superato con un doppio 6-4 Jean-Julien Rojer e Horia Tecău, vengono eliminati al secondo turno da Jérémy Chardye Fabrice Martin. Al successivo Hamburg European Open superano al primo turno Ram e Salisbury e nei quarti Krawietz e Mies, per poi cedere in semifinale a Dodig e Pavić. Partecipano quindi al Roland Garros e dopo avere sconfitto tra gli altri al terzo turno Pierre-Hugues Herbert e Nicolas Mahut, vengono eliminati in semifinale dai detentori del titolo Kevin Krawietz e Andreas Mies. Tornano in campo a Vienna, sconfitti al primo turno da Robert Farah e Fabrice Martin, mentre al successivo torneo di Parigi subiscono una sconfitta nei quarti di finale a opera di Pavić e Soares.
Anche John Peers e Michael Venus si qualificano il 5 novembre.
La loro stagione parte ad Auckland con una sconfitta al primo turno a opera di Divij Sharan e Artem Sitak. Agli Australian Open sono testa di serie numero sette e raggiungono il terzo turno, dove vengono eliminati da Marcelo Arévalo e Jonny O'Mara. Tornano quindi in campo a Rotterdam, dove vengono eliminati al primo turno da Rohan Bopanna e Denis Shapovalov. Va meglio invece a Dubai, dove la coppia giunge in finale superando al primo turno Herbert e Paire, nei quarti Ram e Salisbury, detentori del titolo e, in semifinale Melzer e Roger-Vasselin. Nell'ultimo atto i due superano Raven Klaasen e Oliver Marach con il punteggio di 6-3, 6-2, conquistando il primo titolo stagionale. Dopo lo stop dovuto alla pandemia tornano in campo al Western & Southern Open subendo una sconfitta al primo turno nei successivi US Open vengono eliminati con un doppio 6-4 da Sander Gillé e Joran Vliegen. La stagione su terra inizia a Roma, con il raggiungimento della loro seconda semifinale stagionale, dove vengono però sconfitti da Marcel Granollers e Horacio Zeballos. La settimana successiva ad Amburgo, raggiungono la loro seconda finale stagionale, superando nei quarti Łukasz Kubot e Marcelo Melo e in semifinale Jean-Julien Rojer e Horia Tecău. Conquistano il loro secondo titolo della stagione superando Ivan Dodig e Mate Pavić con il punteggio di 6-3, 6-4. Al successivo Roland Garros sono quindi tra i favoriti, ma vengono eliminati al secondo turno da Frederik Nielsen e Tim Pütz. Tornano quindi in campo a Pula, dove giungono alla quarta semifinale della stagione, battuti da Marcus Daniell e Philipp Oswald. La settimana successiva ad Anversa, conquistano invece il loro terzo titolo della stagione superando Rohan Bopanna e Matwé Middelkoop con il punteggio di 6-3, 6-4. A Vienna vengono eliminati all'esordio da Kevin Krawietz e Andreas Mies, mentre a Parigi giungono ai quarti di finale dove vengono sconfitti dai futuri campioni Félix Auger-Aliassime e Hubert Hurkacz.
Il 13 novembre Jürgen Melzer e Édouard Roger-Vasselin completano il tabellone..
Iniziano la loro stagione al torneo di Adelaide e dopo avere superato Lloyd Harris e John-Patrick Smith vengono sconfitti nei quarti da Jamie Murray e Neal Skupski. Sono poi testa di serie numero dodici all'Australian Open, ma vengono eliminati al secondo turno da Marcelo Arévalo e Jonny O'Mara. Torna subito in campo a Montpellier, raggiungendo i quarti di finale; la settimana successiva a Rotterdam vengono eliminati al primo turno ancora da Murray e Skupski, mentre a Marsiglia raggiungono i quarti di finale dove vengono sconfitti da Nicolas Mahut e Vasek Pospisil. Una settimana più tardi, a Dubai, raggiungono la prima semifinale della stagione, battendo al primo turno Murray e Skupski e ai quarti Krawietz e Mies, per poi essere fermati da Peers e Venus. Dopo lo stop dovuto alla pandemia scendono in campo al Western & Southern Open, perdendo al secondo turno contro Krawietz e Mies. Agli US Open non sono testa di serie e vengono eliminati dai numeri uno del mondo, Juan Sebastián Cabal e Robert Farah, al primo turno con il punteggio di 6-2, 6-3. La loro stagione su terra inizia a Roma dove raggiungono la seconda semifinale stagionale, superando al primo turno Aisam-ul-Haq Qureshi e Stefanos Tsitsipas, al secondo Nicolas Mahut e Benoît Paire e nei quarti Max Purcell e Luke Saville, prima di cedere a Jérémy Chardy e Fabrice Martin. Al Roland Garros sono testa di serie numero quindici, e vengono eliminati ancora una volta dai colombiani, questa volta al terzo turno. Tornano subito in campo a San Pietroburgo e conquistano il loro unico titolo della stagione, battendo in finale Marcelo Demoliner e Matwé Middelkoop con il punteggio di 6-2, 7–6(4). Raggiungono poi due quarti di finale consecutivi, a Colonia eliminati da Raven Klaasen e Ben McLachlan e a Vienna sconfitti da Łukasz Kubot e Marcelo Melo. Va meglio a Parigi, dove raggiungono la quarta semifinale della stagione fermati da Mate Pavić e Bruno Soares. Per conquistare la matematica qualificazione, ancora combattuta con Murray e Skupski, partecipano al torneo di Sofia e dopo avere raggiunto la finale e quindi la qualificazione si ritirano lasciando il titolo proprio ai britannici.
Il 6 novembre Łukasz Kubot e Marcelo Melo diventano la settima coppia a qualificarsi.

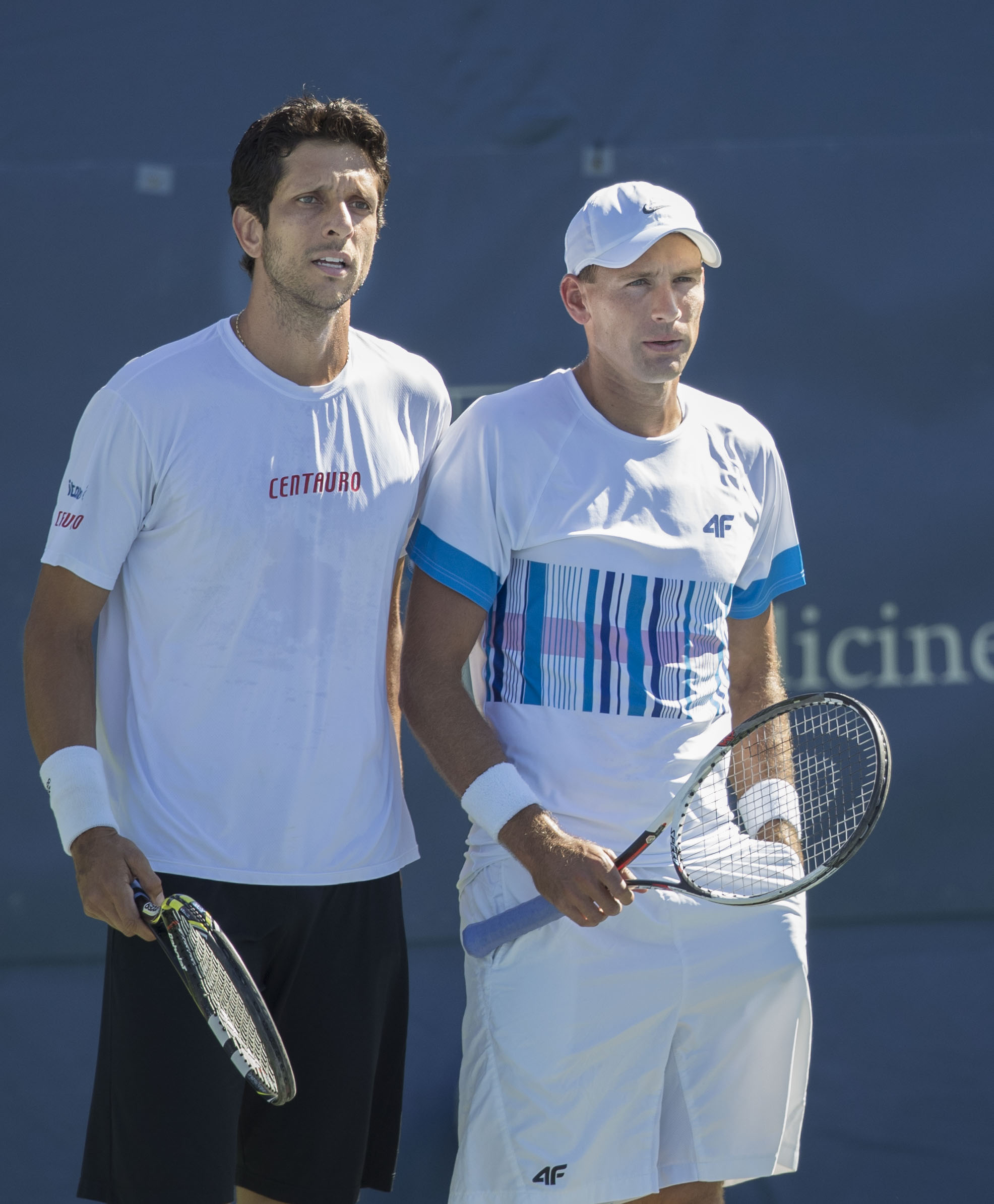
Kubot e Melo si qualificano per il quarto anno consecutivo.

Iniziano la stagione con una sconfitta nei quarti di finale al nuovo torneo di Adelaide per mano di Máximo González e Fabrice Martin, che conquisteranno poi il titolo. Agli Australian Open sono testa di serie numero due, ma vengono eliminati a sorpresa in due set da Santiago González e Ken Skupski al secondo turno. Giungono poi in semifinale a Rio, dove vengono eliminati da Salvatore Caruso e Federico Gaio. Conquistano il loro primo titolo stagionale ad Acapulco superando in finale Juan Sebastián Cabal e Robert Farah in tre set. Dopo il lungo stop dovuto alla pandemia scendono in campo al Western & Southern Open, ma vengono sconfitti al secondo turno da Steve Johnson e Austin Krajicek. Agli US Open, dove sono testa di serie numero due, vengono eliminati a sorpresa al primo turno da Sander Gillé e Joran Vliegen. Iniziano quindi la stagione su terra a Roma ma vengono anche qui eliminati al primo turno da Nicolas Mahut e Benoît Paire, non va meglio ad Amburgo, dove non riescono ad andare oltre i quarti di finale fermati da John Peers e Michael Venus. Confermano l'annata negativa negli Slam al Roland Garros, dove vengono eliminati al secondo turno da Nicholas Monroe e Tommy Paul. Tornano in campo al nuovo torneo di Colonia, dove vengono raggiungono la seconda finale della stagione, ma vengono sconfitti da Pierre-Hugues Herbert e Nicolas Mahut con un doppio 6-4. Non riescono a ripetersi nel secondo torneo di Colonia, dove vengono fermati nei quarti di finale da Marcus Daniell e Philipp Oswald. Tornano poi in campo a Vienna, dove riescono a conquistare il secondo titolo della stagione superando al primo turno Raven Klaasen e Jean-Julien Rojer, nei quarti Jürgen Melzer e Édouard Roger-Vasselin, in semifinale Kevin Krawietz e Andreas Mies e all'ultimo atto Jamie Murray e Neal Skupski. La settimana seguente a Parigi, dopo il bye al primo turno, superano al secondo Murray e Skupski e nei quarti Herbert e Mahut, prima di cedere in semifinale a Félix Auger-Aliassime e Hubert Hurkacz.

## Testa a testa

### Singolare

#### Testa a testa generale
|   |                    | Đoković | Nadal | Thiem | Medvedev | Zverev | Tsitsipas | Rublëv | Schwartzman | Totale | V–S 2020 |
| 1 | Novak Đoković      |         | 29–27 | 7–4   | 4–2      | 3–2    | 4–2       | 0–0    | 5–0         | 52–37  | 39–3     |
| 2 | Rafael Nadal       | 27–29   |       | 9–5   | 3–0      | 5–2    | 5–1       | 1–0    | 10–1        | 60–38  | 25–5     |
| 3 | Dominic Thiem      | 4–7     | 5–9   |       | 3–1      | 8–2    | 4–3       | 2–2    | 6–3         | 32–27  | 22–7     |
| 4 | Daniil Medvedev    | 2–4     | 0–3   | 1–3   |          | 2–5    | 5–1       | 3–0    | 4–0         | 17–16  | 23–10    |
| 5 | Alexander Zverev   | 2–3     | 2–5   | 2–8   | 5–2      |        | 1–5       | 4–0    | 2–2         | 18–25  | 27–9     |
| 6 | Stefanos Tsitsipas | 2–4     | 1–5   | 3–4   | 1–5      | 5–1    |           | 2–2    | 1–1         | 15–22  | 28–12    |
| 7 | Andrej Rublëv      | 0–0     | 0–1   | 2–2   | 0–3      | 0–4    | 2–2       |        | 0–1         | 4–13   | 40–8     |
| 8 | Diego Schwartzman  | 0–5     | 1–10  | 3–6   | 0–4      | 2–2    | 1–1       | 1–0    |             | 8–28   | 25–12    |

#### Testa a testa sul cemento (i)
|   |                    | Đoković | Nadal | Thiem | Medvedev | Zverev | Tsitsipas | Rublëv | Schwartzman | Totale | V–S 2020 |
| 1 | Novak Đoković      |         | 4–2   | 1–1   | 1–0      | 1–1    | 1–0       | 0–0    | 0–0         | 8–4    | 2–1      |
| 2 | Rafael Nadal       | 2–4     |       | 0–0   | 1–0      | 0–2    | 1–0       | 0–0    | 1–0         | 5–6    | 3–1      |
| 3 | Dominic Thiem      | 1–1     | 0–0   |       | 1–0      | 2–0    | 0–1       | 1–1    | 1–0         | 6–3    | 2–1      |
| 4 | Daniil Medvedev    | 0–1     | 0–1   | 0–1   |          | 1–2    | 1–1       | 1–0    | 2–0         | 5–6    | 9–4      |
| 5 | Alexander Zverev   | 1–1     | 2–0   | 0–2   | 2–1      |        | 0–1       | 0–0    | 2–0         | 7–5    | 12–1     |
| 6 | Stefanos Tsitsipas | 0–1     | 0–1   | 1–0   | 1–1      | 1–0    |           | 1–0    | 0–1         | 4–4    | 6–3      |
| 7 | Andrej Rublëv      | 0–0     | 0–0   | 1–1   | 0–1      | 0–0    | 0–1       |        | 0–0         | 1–3    | 13–2     |
| 8 | Diego Schwartzman  | 0–0     | 0–1   | 0–1   | 0–2      | 0–2    | 1–0       | 0–0    |             | 1–6    | 5–2      |

### Doppio

#### Testa a testa generale
|   |                                      | Pavić Soares | Ram Salisbury | Krawietz Mies | Granollers Zeballos | Koolhof Mektić | Peers Venus | Melzer Roger-Vasselin | Kubot Melo | Totale |
| 1 | Mate Pavić Bruno Soares              |              | 1–1           | 1–2           | 1–1                 | 2–0            | 0–0         | 1–0                   | 1–1        | 7–5    |
| 2 | Rajeev Ram Joe Salisbury             | 1–1          |               | 0–1           | 3–2                 | 0–2            | 0–1         | 0–0                   | 2–2        | 6–9    |
| 3 | Kevin Krawietz Andreas Mies          | 2–1          | 1–0           |               | 0–1                 | 1–1            | 1–0         | 1–1                   | 0–1        | 6–5    |
| 4 | Marcel Granollers Horacio Zeballos   | 1–1          | 2–3           | 1–0           |                     | 0–0            | 1–0         | 0–0                   | 0–0        | 5–4    |
| 5 | Wesley Koolhof Nikola Mektić         | 0–2          | 2–0           | 1–1           | 0–0                 |                | 0–0         | 0–0                   | 0–0        | 3–3    |
| 6 | John Peers Michael Venus             | 0–0          | 1–0           | 0–1           | 0–1                 | 0–0            |             | 1–0                   | 1–0        | 3–2    |
| 7 | Jürgen Melzer Édouard Roger-Vasselin | 0–1          | 0–0           | 1–1           | 0–0                 | 0–0            | 0–1         |                       | 0–1        | 1–4    |
| 8 | Łukasz Kubot Marcelo Melo            | 1–1          | 2–2           | 1–0           | 0–0                 | 0–0            | 0–1         | 1–0                   |            | 5–4    |

## Montepremi e punti
| Turneo                   | Singolare      | Doppio         | Punti    |
| ------------------------ | -------------- | -------------- | -------- |
| Campione                 | RR + $ 550 000 | RR + $ 126 000 | RR + 900 |
| Finalista                | RR + $ 402 000 | RR + $ 56 000  | RR + 400 |
| Round-robin per vittoria | $ 153 000      | $ 30 000       | 200      |
| Partecipazione           | $ 51 000       | $ 27 000       | –        |
| Alternative              | $ 73 000       | $ 25 000       | –        |

- Il vincitore del singolare, qualora non abbia subito sconfitte nel corso del torneo, consegue 1 500 punti e un premio in denaro pari a $ 1 564 000.
- I vincitori del doppio, qualora non abbiano subito sconfitte nel corso del torneo, conseguono 1 500 punti e un premio in denaro pari a $ 284 500.

## Calendario

### Giorno 1: 15 novembre
| Incontri nella O2 arena | Incontri nella O2 arena            | Incontri nella O2 arena           | Incontri nella O2 arena |
| Gruppo | Vincitori                          | Perdenti                          | Punteggio               |
| --- | ---------------------------------- | --------------------------------- | ----------------------- |
| Gruppo Mike Bryan | Wesley Koolhof / Nikola Mektić [5] | Kevin Krawietz / Andreas Mies [3] | 6(3)–7, 7–6(4), [10–7]  |
| Gruppo Londra 2020 | Dominic Thiem [3]                  | Stefanos Tsitsipas [6]            | 7–6(5), 4–6, 6–3        |
| Gruppo Mike Bryan | Rajeev Ram / Joe Salisbury [2]     | Łukasz Kubot / Marcelo Melo [8]   | 7–5, 3–6, [10–5]        |
| Gruppo Londra 2020 | Rafael Nadal [2]                   | Andrej Rublëv [7]                 | 6–3, 6–4                |
| Il 1º match è iniziato alle 12:00 GMT il 2º non prima delle 14:00 GMT il 3º non prima delle 18:00 GMT il 4º non prima delle 20:00 GMT |                                    |                                   |                         |

### Giorno 2: 16 novembre
| Incontri nella O2 arena | Incontri nella O2 arena                  | Incontri nella O2 arena                    | Incontri nella O2 arena |
| Gruppo | Vincitori                                | Perdenti                                   | Punteggio               |
| --- | ---------------------------------------- | ------------------------------------------ | ----------------------- |
| Gruppo Bob Bryan | Marcel Granollers / Horacio Zeballos [4] | John Peers / Michael Venus [6]             | 7–6(2), 7–5             |
| Gruppo Tokyo 1970 | Novak Đoković [1]                        | Diego Schwartzman [8]                      | 6–3, 6–2                |
| Gruppo Bob Bryan | Mate Pavić / Bruno Soares [1]            | Jürgen Melzer / Édouard Roger-Vasselin [7] | 6(6)–7, 6–1, [10–4]     |
| Gruppo Tokyo 1970 | Daniil Medvedev [4]                      | Alexander Zverev [5]                       | 6–3, 6–4                |
| Il 1º match è iniziato alle 12:00 GMT il 2º non prima delle 14:00 GMT il 3º non prima delle 18:00 GMT il 4º non prima delle 20:00 GMT |                                          |                                            |                         |

### Giorno 3: 17 novembre
| Incontri nella O2 arena | Incontri nella O2 arena            | Incontri nella O2 arena         | Incontri nella O2 arena |
| Gruppo | Vincitori                          | Perdenti                        | Punteggio               |
| --- | ---------------------------------- | ------------------------------- | ----------------------- |
| Gruppo Mike Bryan | Kevin Krawietz / Andreas Mies [3]  | Łukasz Kubot / Marcelo Melo [8] | 6–2, 7–6(5)             |
| Gruppo Londra 2020 | Dominic Thiem [3]                  | Rafael Nadal [2]                | 7–6(7), 7–6(4)          |
| Gruppo Mike Bryan | Wesley Koolhof / Nikola Mektić [5] | Rajeev Ram / Joe Salisbury [2]  | 7–6(5), 6–0             |
| Gruppo Londra 2020 | Stefanos Tsitsipas [6]             | Andrej Rublëv [7]               | 6–1, 4–6, 7–6(6)        |
| Il 1º match è iniziato alle 12:00 GMT il 2º non prima delle 14:00 GMT il 3º non prima delle 18:00 GMT il 4º non prima delle 20:00 GMT |                                    |                                 |                         |

### Giorno 4: 18 novembre
| Incontri nella O2 arena | Incontri nella O2 arena                    | Incontri nella O2 arena        | Incontri nella O2 arena |
| Gruppo | Vincitori                                  | Perdenti                       | Punteggio               |
| --- | ------------------------------------------ | ------------------------------ | ----------------------- |
| Gruppo Bob Bryan | Marcel Granollers / Horacio Zeballos [4]   | Mate Pavić / Bruno Soares [1]  | 7–6(4), 6(4)–7, [10–8]  |
| Gruppo Tokyo 1970 | Alexander Zverev [5]                       | Diego Schwartzman [8]          | 6–3, 4–6, 6–3           |
| Gruppo Bob Bryan | Jürgen Melzer / Édouard Roger-Vasselin [7] | John Peers / Michael Venus [6] | 2–6, 7–6(4), [12–10]    |
| Gruppo Tokyo 1970 | Daniil Medvedev [4]                        | Novak Đoković [1]              | 6–3, 6–3                |
| Il 1º match è iniziato alle 12:00 GMT il 2º non prima delle 14:00 GMT il 3º non prima delle 18:00 GMT il 4º non prima delle 20:00 GMT |                                            |                                |                         |

### Giorno 5: 19 novembre
| Incontri nella O2 arena | Incontri nella O2 arena         | Incontri nella O2 arena            | Incontri nella O2 arena |
| Gruppo | Vincitori                       | Perdenti                           | Punteggio               |
| --- | ------------------------------- | ---------------------------------- | ----------------------- |
| Gruppo Mike Bryan | Łukasz Kubot / Marcelo Melo [8] | Wesley Koolhof / Nikola Mektić [5] | 6–4, 6(2)–7, [10–8]     |
| Gruppo Londra 2020 | Andrej Rublëv [7]               | Dominic Thiem [3]                  | 6–2, 7–5                |
| Gruppo Mike Bryan | Rajeev Ram / Joe Salisbury [2]  | Kevin Krawietz / Andreas Mies [3]  | 7–6(5), 6(4)–7, [10–4]  |
| Gruppo Londra 2020 | Rafael Nadal [2]                | Stefanos Tsitsipas [6]             | 6–4, 4–6, 6–2           |
| Il 1º match è iniziato alle 12:00 GMT il 2º non prima delle 14:00 GMT il 3º non prima delle 18:00 GMT il 4º non prima delle 20:00 GMT |                                 |                                    |                         |

### Giorno 6: 20 novembre
| Incontri nella O2 arena | Incontri nella O2 arena                    | Incontri nella O2 arena                  | Incontri nella O2 arena |
| Gruppo | Vincitori                                  | Perdenti                                 | Punteggio               |
| --- | ------------------------------------------ | ---------------------------------------- | ----------------------- |
| Gruppo Bob Bryan | Mate Pavić / Bruno Soares [1]              | John Peers / Michael Venus [6]           | 6(2)–7, 6–3, [10–8]     |
| Gruppo Tokyo 1970 | Novak Đoković [1]                          | Alexander Zverev [5]                     | 6–3, 7–6(4)             |
| Gruppo Bob Bryan | Jürgen Melzer / Édouard Roger-Vasselin [7] | Marcel Granollers / Horacio Zeballos [4] | 6(1)–6(0), rit.         |
| Gruppo Tokyo 1970 | Daniil Medvedev [4]                        | Diego Schwartzman [8]                    | 6–3, 6–3                |
| Il 1º match è iniziato alle 12:00 GMT il 2º non prima delle 14:00 GMT il 3º non prima delle 17:45 GMT il 4º non prima delle 20:00 GMT |                                            |                                          |                         |

### Giorno 7: 21 novembre
| Incontri nella O2 arena | Incontri nella O2 arena                    | Incontri nella O2 arena                  | Incontri nella O2 arena |
| Gruppo | Vincitori                                  | Perdenti                                 | Punteggio               |
| --- | ------------------------------------------ | ---------------------------------------- | ----------------------- |
| Semifinale doppio | Wesley Koolhof / Nikola Mektić [5]         | Marcel Granollers / Horacio Zeballos [4] | 6–3, 6–4                |
| Semifinale singolare | Dominic Thiem [3]                          | Novak Đoković [1]                        | 7–5, 6(10)–7, 7–6(5)    |
| Semifinale doppio | Jürgen Melzer / Édouard Roger-Vasselin [7] | Rajeev Ram / Joe Salisbury [2]           | 6(4)–7, 6–3, [11–9]     |
| Semifinale singolare | Daniil Medvedev [4]                        | Rafael Nadal [2]                         | 3–6, 7–6(4), 6–3        |
| Il 1º match è iniziato alle 12:00 GMT il 2º non prima delle 14:00 GMT il 3º non prima delle 18:00 GMT il 4º non prima delle 20:00 GMT |                                            |                                          |                         |

### Giorno 8: 22 novembre
| Incontri nella O2 arena                                               | Incontri nella O2 arena            | Incontri nella O2 arena                    | Incontri nella O2 arena |
| Gruppo                                                                | Vincitori                          | Perdenti                                   | Punteggio               |
| --------------------------------------------------------------------- | ---------------------------------- | ------------------------------------------ | ----------------------- |
| Finale doppio                                                         | Wesley Koolhof / Nikola Mektić [5] | Jürgen Melzer / Édouard Roger-Vasselin [7] | 6–2, 3–6, [10–5]        |
| Finale singolare                                                      | Daniil Medvedev [4]                | Dominic Thiem [3]                          | 4–6, 7–6(2), 6–4        |
| Il 1º match è iniziato alle 15:30 GMT il 2º non prima delle 18:00 GMT |                                    |                                            |                         |

## Campioni

### Singolare
Daniil Medvedev ha sconfitto in finale  Dominic Thiem con il punteggio di 4–6, 7–6(2), 6–4.
- È il nono titolo in carriera per Medvedev, il secondo della stagione.

### Doppio
Wesley Koolhof /  Nikola Mektić hanno sconfitto in finale  Jürgen Melzer /  Édouard Roger-Vasselin con il punteggio di 6–2, 3–6, [10–5].